# Arapsko proljeće
Prosvjedi u arapskom svijetu 2010. – 2011. (zvani i Arapsko proljeće) jedinstven su val prosvjeda i koji su počeli u Tunisu 18. prosinca 2010. i proširili se na Sjevernu Afriku i Bliski istok.
Politički slogan u svezi s "arapskim proljećem" bio je Ash-shab yurid isqat an-nizam ("narod želi srušiti režim").

## Zemljovid
| Prosvjedi u arapskom svijetu i okolici |
| --- |
| Alžir Bahrein— —Džibuti Egipat Irak Jemen Jordan —Katar —Kuvajt Libanon— Libija Maroko Mauretanija Oman \ Palestina— Saudijska Arabija Sirija Somalija Sudan T u n i s UAE Zap. Sahara A f g. B e n i n Burkina Faso Cipar Č a d Eritreja E t i o p i j a Gambija Gana G r č k a Gvineja Gv. Bisau I r a n I t a l i j a Južni Sudan K a m e r u n Kenija D.R. Kongo Liberija M a l i N i g e r N i g e r i j a Obala Bjelokosti Portugal Senegal Sijera Leone Srednjoafrička Rep. Španjolska T o g o Turkm. T u r s k a Uganda |
| Legenda |
| Boje:██ Srušena vlast██ Građanski rat██ Masovni prosvjedi i političke promjene██ Prosvjedi i političke promjene██ Značajniji prosvjedi██ Manji prosvjedi██ Bez incidenata██ Manji prosvjedi izvan arapskog svijetaSlova:Velika slova - arapski svijet Mala slova - nearapski svijet Kurziv - bez prosvjeda |

## Razvoj događaja
Prosvjedi i nemiri do danas su doveli do rata u Libiji, revolucije u Tunisu i egipatske revolucije. U Alžiru, Bahreinu, Džibutiju, Iraku, Jordanu, Omanu, Siriji i Jemenu nastali veliki prosvjedi. Manji incidenti su se dogodili u Kuvajtu, Libanonu, Mauritaniji, Maroku, Saudijskoj Arabiji, Sudanu i Zapadnoj Sahari.
Pored prosvjeda i građanskog otpora uključuju i štrajkove, marševe i okupljanja, kao i uporabu socijalnih mreža kao što su Facebook i Twitter za organiziranje, komunikaciju unatoč pokušaja državne represije i cenzure Interneta. Nemiri u arapskom svijetu utjecali su i na poticanje prosvjeda u brojnim nearapskim državama diljem Europe, Azije i Afrike.
Odnose se protiv autoritarnih režima na vlasti kao političke i društvene strukture tih zemalja.

## Tunis
U Tunisu, prosvjedi su započeli 17. prosinca 2010. godine, samozapaljenjem Mohameda Bouazizija u gradu Ben Arousu na sjeveru Tunisa.
Već idući dan u tom gradu počeli su prosvjedi. 27. prosinca u gradu Tunisu organiziran je prosvjed solidarnosti na kojem se okupilo oko 1000 ljudi. Isti dan prosvjedi su održani i u mnogim drugim gradovima diljem Tunisa.
14. siječnja 2011. godine, predsjednik Zine El Abidine Ben Ali pobjegao je iz zemlje.
Glavni razlozi prosvjeda u Tunisu su bili korupcija, inflacija i nezaposlenost.

## Ostatak arapskog svijeta
Prosvjedi u Tunisu poslužili i kao nadahnuće sličnom pokretu u Egiptu, koji je u veljači 2011. doveo do ostavke Hosnija Mubaraka. U veljači 2011. prosvjedi Libiji u prerasli u pobunu protiv režima Muammara al Gaddafija. 
Veliki prosvjedi praćeni policijskom i vojnom brutalnošću događaju se i u Siriji i Jemenu. U Jemenu se pokušava od nemira 2011. – 2012. i političke krize postići mir.
Uslijedilo je razdoblje zvano arapska zima. Ponajprije se odnosi na ispade protiv arapskih kršćana. Svjetski indeks progonjenih nadvjerske kršćanske humanitarne organizacije "Open Doors" u 2013. godini pokazao je da je Sirija je s 36. pala na 11. mjesto, a prema fizičkom nasilju bila je čak na drugom mjestu. Zbog nezainteresiranosti navodno kršćanskog Zapada neometane islamističke skupine bitno su ojačale, a kršćanski se položaj drastično pogoršao i u Libiji i Tunisu.

## Vanjske poveznice
- Protest spreads in the Middle East The Big Picture orrialdean. (engl.)